# Briercrest
Briercrest es un pueblo canadiense situado en la provincia de Saskatchewan.

## Superficie
Briercrest tiene una superficie de 0,69 km².

## Demografía
En 2021, tenía 155 habitantes, una densidad poblacional de 226,3 hab./km², y 67 viviendas.